# Tuffi alla XXIX Universiade - Trampolino 1 metro maschile
Il concorso dei tuffi dal trampolino 1 metro maschile dell'Universiade di Taipei 2017 si è svolto il 21 agosto 2017 all'University of Taipei (Tianmu) Shin-hsin Hall B1 Diving Pool.

## Risultati

### Preliminare
| Class. | Atleta                   | Nazione        | Tuffi | Tuffi | Tuffi | Tuffi | Tuffi | Tuffi | Totale |
| Class. | Atleta                   | Nazione        | 1     | 2     | 3     | 4     | 5     | 6     | Totale |
| ------ | ------------------------ | -------------- | ----- | ----- | ----- | ----- | ----- | ----- | ------ |
| 1      | Evgenij Kuznecov         | Russia         | 63.55 | 66.00 | 70.40 | 58.50 | 76.50 | 66.00 | 400.95 |
| 2      | Briadam Herrera          | Stati Uniti    | 63.00 | 62.40 | 64.35 | 70.40 | 66.30 | 72.00 | 398.45 |
| 3      | Oleh Kolodiy             | Ucraina        | 69.75 | 64.35 | 63.00 | 58.50 | 73.60 | 56.55 | 385.75 |
| 4      | Kim Yeong-nam            | Corea del Sud  | 44.20 | 64.35 | 67.20 | 67.50 | 72.00 | 60.00 | 375.25 |
| 5      | Nikita Shleikher         | Russia         | 62.00 | 57.00 | 63.00 | 63.00 | 67.20 | 63.00 | 375.20 |
| 6      | Giovanni Tocci           | Italia         | 59.80 | 60.80 | 61.50 | 58.50 | 64.50 | 65.10 | 370.20 |
| 7      | Jahir Ocampo             | Messico        | 51.00 | 69.75 | 67.50 | 58.50 | 67.20 | 55.50 | 369.45 |
| 8      | Woo Ha-ram               | Corea del Sud  | 65.10 | 64.50 | 64.00 | 43.50 | 64.50 | 60.00 | 361.60 |
| 9      | Lars Ruediger            | Germania       | 66.65 | 67.20 | 66.00 | 48.00 | 54.00 | 58.50 | 360.35 |
| 10     | Oleksandr Bondar         | Russia         | 62.40 | 66.65 | 67.50 | 40.50 | 58.50 | 59.45 | 355.00 |
| 11     | Nico Rene Herzog         | Germania       | 55.80 | 55.90 | 66.00 | 45.50 | 63.00 | 67.20 | 354.40 |
| 12     | Rodrigo Diego            | Messico        | 54.60 | 54.00 | 57.00 | 58.50 | 60.80 | 65.10 | 350.00 |
| 13     | Lorenzo Marsaglia        | Italia         | 65.10 | 63.00 | 57.60 | 54.00 | 54.00 | 54.00 | 347.70 |
| 14     | Andrzej Rzeszutek        | Polonia        | 62.35 | 47.60 | 60.00 | 55.50 | 54.00 | 60.80 | 340.25 |
| 15     | Haruki Suyama            | Giappone       | 55.80 | 46.50 | 57.60 | 55.50 | 61.50 | 61.50 | 338.40 |
| 16     | Adan Emidio Zuniga       | Messico        | 63.00 | 63.00 | 65.10 | 44.85 | 48.60 | 52.50 | 337.05 |
| 17     | Peter Thach Mai          | Canada         | 54.60 | 57.00 | 54.00 | 54.00 | 50.40 | 65.10 | 335.10 |
| 18     | Joseph Michael Cifelli   | Stati Uniti    | 54.00 | 64.50 | 39.00 | 61.50 | 55.80 | 57.60 | 332.40 |
| 19     | Frithjof Seidel          | Germania       | 52.20 | 43.50 | 59.20 | 48.30 | 62.00 | 64.35 | 329.55 |
| 20     | Stanislav Oliferčyk      | Ucraina        | 55.80 | 52.50 | 49.50 | 58.50 | 53.65 | 57.60 | 327.55 |
| 21     | Christopher Joseph Law   | Stati Uniti    | 40.50 | 54.00 | 57.35 | 51.20 | 51.15 | 51.00 | 305.20 |
| 22     | Jackson Rondinelli       | Brasile        | 37.95 | 51.60 | 52.50 | 54.60 | 42.00 | 62.00 | 300.65 |
| 23     | Jack Anthony Ffrench     | Irlanda        | 45.00 | 49.40 | 55.50 | 54.00 | 45.00 | 48.05 | 296.95 |
| 24     | Kacper Jakub Lesiak      | Polonia        | 54.25 | 51.00 | 49.50 | 54.00 | 50.70 | 36.80 | 296.25 |
| 25     | Jonathan Alexan Suckow   | Svizzera       | 35.65 | 45.00 | 48.30 | 36.00 | 64.50 | 57.60 | 287.05 |
| 26     | Rim Kum-song             | Corea del Nord | 48.00 | 52.00 | 54.25 | 45.00 | 36.80 | 50.00 | 286.05 |
| 27     | Simon Baptiste Rieckhoff | Svizzera       | 54.60 | 36.00 | 55.80 | 44.85 | 36.40 | 36.00 | 263.65 |
| 28     | Juraj Melša              | Croazia        | 48.75 | 41.60 | 46.50 | 40.50 | 49.50 | 0.00  | 226.85 |
| 29     | Lin Yun-di               | Taipei Cinese  | 20.00 | 16.15 | 40.80 | 28.05 | 48.10 | 35.70 | 188.80 |

### Semifinale

#### Gruppo A
| Class. | Atleta            | Nazione       | Tuffi | Tuffi | Tuffi | Tuffi | Tuffi | Tuffi | Totale |
| Class. | Atleta            | Nazione       | 1     | 2     | 3     | 4     | 5     | 6     | Totale |
| ------ | ----------------- | ------------- | ----- | ----- | ----- | ----- | ----- | ----- | ------ |
| 1      | Woo Ha-ram        | Corea del Sud | 74.40 | 58.50 | 70.40 | 58.50 | 72.00 | 61.50 | 395.30 |
| 2      | Kim Yeong-nam     | Corea del Sud | 79.90 | 44.55 | 75.20 | 49.50 | 67.20 | 72.00 | 388.35 |
| 3      | Giovanni Tocci    | Italia        | 59.80 | 68.80 | 63.00 | 63.00 | 61.50 | 66.65 | 382.75 |
| 4      | Lorenzo Marsaglia | Italia        | 65.10 | 60.00 | 67.20 | 61.50 | 58.50 | 60.00 | 372.30 |
| 5      | Nico Rene Herzog  | Germania      | 55.80 | 54.60 | 63.00 | 54.00 | 64.50 | 67.20 | 359.10 |

#### Gruppo B
| Class. | Atleta           | Nazione  | Tuffi | Tuffi | Tuffi | Tuffi | Tuffi | Tuffi | Totale |
| Class. | Atleta           | Nazione  | 1     | 2     | 3     | 4     | 5     | 6     | Totale |
| ------ | ---------------- | -------- | ----- | ----- | ----- | ----- | ----- | ----- | ------ |
| 1      | Jahir Ocampo     | Messico  | 63.00 | 74.40 | 63.00 | 76.50 | 76.80 | 66.00 | 419.70 |
| 2      | Rodrigo Diego    | Messico  | 58.50 | 54.00 | 72.00 | 67.50 | 67.20 | 74.40 | 393.60 |
| 3      | Oleh Kolodiy     | Ucraina  | 69.75 | 59.40 | 67.50 | 58.50 | 73.60 | 59.45 | 388.20 |
| 4      | Nikita Shleikher | Russia   | 69.75 | 54.00 | 64.50 | 66.00 | 72.00 | 45.00 | 371.25 |
| 5      | Lars Ruediger    | Germania | 65.10 | 54.40 | 75.00 | 48.00 | 63.00 | 61.50 | 367.00 |

### Finale
| Class.  | Atleta           | Nazione       | Tuffi | Tuffi | Tuffi | Tuffi | Tuffi | Tuffi | Totale |
| Class.  | Atleta           | Nazione       | 1     | 2     | 3     | 4     | 5     | 6     | Totale |
| ------- | ---------------- | ------------- | ----- | ----- | ----- | ----- | ----- | ----- | ------ |
| Oro     | Kim Yeong-nam    | Corea del Sud | 81.60 | 69.30 | 76.80 | 76.50 | 76.80 | 72.00 | 453.00 |
| Argento | Briadam Herrera  | Stati Uniti   | 72.00 | 76.80 | 84.15 | 72.00 | 66.30 | 78.00 | 449.25 |
| Bronzo  | Evgenij Kuznecov | Russia        | 71.30 | 76.50 | 70.40 | 72.00 | 72.00 | 72.00 | 434.20 |
| 4       | Woo Ha-ram       | Corea del Sud | 69.75 | 67.50 | 75.20 | 72.00 | 72.00 | 67.50 | 423.95 |
| 5       | Jahir Ocampo     | Messico       | 61.50 | 77.50 | 76.50 | 51.00 | 72.00 | 72.00 | 410.50 |
| 6       | Giovanni Tocci   | Italia        | 63.70 | 70.40 | 40.50 | 75.00 | 73.50 | 79.05 | 402.15 |
| 7       | Oleh Kolodiy     | Ucraina       | 74.40 | 70.95 | 67.50 | 40.50 | 76.60 | 60.90 | 391.05 |
| 8       | Rodrigo Diego    | Messico       | 55.90 | 51.00 | 69.00 | 67.50 | 67.20 | 74.40 | 385.00 |